# Inodrillia dalli
Inodrillia dalli är en snäckart som först beskrevs av Addison Emery Verrill och S. Smith 1882.  Inodrillia dalli ingår i släktet Inodrillia och familjen Turridae. Inga underarter finns listade i Catalogue of Life.